# Head Over Heels (Computerspiel)
Head over Heels ist ein Action-Adventure, das 1987 von Ocean Software für damals gängige Heimcomputer veröffentlicht wurde.

## Handlung
Headus „Head“ Mouthion und Footus „Heels“ Underium sind zwei Spione des Planeten Freedom. Sie wurden nach Blacktooth gesandt, um die versklavten Planeten Penitentiary, Safari, Book World und Egyptus zu befreien, und dann den Herrscher zu besiegen. Gefangen genommen und getrennt wurden die Spione im Gefängnishauptquartier des Schlosses Blacktooth abgesetzt und müssen erst entkommen und dann zu den Planeten gelangen, um die gestohlenen Kronen wiederzuerlangen. Die Befreiung der Planeten und das Besiegen des Herrschers werden Head und Heels als Helden in Freiheit gelangen lassen.

## Spielprinzip und Technik
Der Spieler kontrolliert zwei Figuren, Head und Heels. Diese haben verschiedene Fähigkeiten: Head kann doppelt so hoch springen wie Heels, in der Luft seine Sprungrichtung ändern und Donuts aus einem Horn verschießen, um Feinde ruhigzustellen; Heels kann doppelt so schnell laufen, bestimmte Treppen erklettern, die Head verwehrt bleiben, und Objekte mittels einer Tasche im Raum umhertragen. Das Prinzip, zwei unabhängige Charaktere steuern und zwischen ihnen hin- und herschalten zu können, war damals im Bereich Action-Adventures neu. Die Spielwelt umfasst mehr als 300 Räume.
Head Over Heels benutzt eine isometrische Darstellung, die derjenigen ähnelt, die mittels der von Ultimate Play The Game entwickelten Filmation-Technik erzeugt wurde.

## Produktionsnotizen
Head Over Heels ist nach Batman das zweite von Jon Ritman und Bernie Drummond entwickelte isometrische Spiel. Drummond trug einige surreale Punkte bei, unter anderem Roboter, deren Kopf eine bemerkenswerte Ähnlichkeit mit dem Kopf von Prinz Charles haben und der auf dem Körper eines Daleks sitzt, weiterhin gab es Feinde mit Elefantenköpfen und Treppen aus Hunden, die sich wegteleportierten, wenn Head den Raum betrat.

## Rezeption
Your Sinclair gab Head Over Heels 9/10 Punkten, kürte es 1987 zum „Game of the Year“ und setzte es auf Platz 5 in der Your Sinclair Official Top 100. Zzap!64 gab der C64-Umsetzung des Spiels 98 % – genug für den Gold Medal Award – in der Augustausgabe 1987. Es wurde als "An all time classic – not to be missed for any reason" ("Ein zeitloser Klassiker – sollte um keinen Preis verpasst werden") beschrieben. Der Amiga Joker attestierte dem Spiel "englischen Brachialhumor" und lobte neben Umfang und Rätselqualität vor allem den zum Erscheinungszeitpunkt niedrigen Preis des Spiels; kritisiert wurde die "minimalistische" grafische und klangliche Präsentation des Spiels.
Das britische Printmagazin Retro Gamer wertete 2017 retrospektiv, Head Over Heels sei „niedlich, schlau, hinterhältig und entzückend“. Das Magazin lobte Grafik und Sound des Spiels und erklärte es zum „Sofort-Klassiker“.